# Наукова бібліотека Кам'янець-Подільського національного університету імені Івана Огієнка
Бібліотека Кам'янець-Подільського національного університету імені Івана Огієнка — найбільша бібліотека Кам'янця-Подільського.

## Історія
Бібліотеку було засновано 1 вересня 1918 року, за два місяці до офіційного відкриття Кам'янець-Подільського державного українського університету. Разом з університетом вона пережила чимало реорганізацій та катаклізмів.
2004 року створено відділ рідкісних видань. Відділом створена тематична картотека видань про Поділля.
2008 року колектив бібліотеки став лауреатом премії Хмельницької облдержадміністрації імені Мелетія Смотрицького в галузі бібліотечної роботи за вагомий внесок у розвиток бібліотечної справи, популяризацію української мови та літератури, видання змістовних інформаційно-бібліографічних видань.
До електронного каталогу внесено понад 320 тис. примірників видань.

## Фонди
Фонд наукової бібліотеки багатогалузевий, він налічує понад 960 тис. примірників навчальної, наукової, довідкової, художньої літератури. Щорічно передплачується близько 350 назв газет та журналів.
Фонди відділу рідкісних книг становлять 24 066 примірників, які поділяються на сім груп видань:
- І. Книги видані до 1917 року — 11732 одиниці.
- II. Книги видані після 1917 року — 5404 одиниці.
- III. Журнали видані до 1917 року — 2489 номерів.
- IV. Журнали видані після 1917 року — 1812 номерів.
- V. Газети видані до 1917 року — 731 підшивка.
- VI. Газети видані після 1917 року — 1313 підшивок.
- VII. Книги іноземними мовами — 584 одиниці.

Є також рукописні документи та цінні історичні й статистичні джерела наприклад:
- «Ведомость городам, местечкам, селениям и деревням Подольской губернии по уездам с указанием числа домов, душ, расстояний-верств от реки Збруча пределов Австрийского владения и реки Днестра пределов Бассарабской области». Сочинена в 1830 году. — 56 с.
- «Список сел Подольской губернии с 1918–1922г». — 41 с.
- «Доклады Уездной Земской Управы Ямпольскому Чрезвычайному Уездному Земскому собранию» (9-го апреля 1912 г.). — Ямполь: Тип. Э. Е. Голованского, 1912. — 78 с.
- «Журналы третьего очередного Могилев-Подольского Уездного Земского Собрания 1913 года». — Могилев-Подольский, 1913. — 50 с.
- «Проэкт сметы доходов и расходов Ольгопольского Уездного Земства на 1913 г». — Ольгополь: Тип. Л. Н. Левина, 1912. — 93 с.: табл.
- «Смета доходов Могилев-Подольского Уездного Земства на 1915 г.» — Могилев-Подольский, 1914. — 7 с.: табл.

## Видання
Бібліотека проводить велику видавничу роботу, зокрема:
- Довідково-бібліографічні видання
- Календар знаменних і пам'ятних дат
- Бюлетень з проблем вищої школи
- Покажчик «Періодичні видання в науковій бібліотеці Кам'янець-Подільського національного університету імені Івана Огієнка»
- Персональні покажчики серії: «Постаті в освіті та науці»
- Персональні покажчики
- Бібліографічні покажчики серії: «Хмельниччина краєзнавча»
- Бібліографічні покажчики
- Матеріали конференцій та ін.